# Григорян, Степан Гургенович
Григорян Степан Гургенович   (арм. Ստեփան Գրիգորյան, 24 сентября 1953, Тбилиси) — армянский политический и научный деятель.
- 1970 — окончил среднюю школу в Тбилиси.
- 1970—1975 — Тбилисский государственный университет. Теоретик математик-физик.
- 1975—1983 — аспирант Ереванского физического института. Кандидат физико-математических наук.
- 1990—1995 — депутат Верховного совета Армянской ССР (Верховного совета Армении). Член постоянной комиссии по правам человека. Член «АОД».
- 1995—1998 — чрезвычайный посланник и полномочный министр Республики Армения в РФ.
- 1996—1999 — полномочный представитель Республики Армения в организации договора о коллективной безопасности СНГ.
- 1998—2000 — советник министра внутренних дел Армении.
- С 1999 — член совета центра развития демократии и гражданского общества Армат.
- С 2002 — председатель правления аналитического центра по глобализации и региональному сотрудничеству.

## Другие данные
- Автор более 30 работ по физике высоких энергий и элементарных частиц.
- Автор около 120 статей по проблемам разрешения конфликтов, региональной безопасности, сотрудничеству на Южном Кавказе, глобализации, развитию гражданского общества и правам человека, по сотрудничеству Республики Армения с НАТО, ЕС, ОБСЕ, СЕ и т. д.
- Участник южнокавказских форумов и более 100 международных конференций, семинаров и круглых столов.

## Труды
- Григорян С.Г. Армянская бархатная революция. — Эдит Принт, 2018.